# Урарту
Урарту (урартийски: Биайнили, асирийски: Мат Урарту, вавилонски: Уращу), известно и под имената Царство Арарат или Царство Ван е историческо царство от желязната епоха с център езерото Ван и Арменското плато. Царството се появява през ІХ век пр.н.е. и е завладяно от Мидия в началото на VI век пр.н.е.
Като географско понятие Урарту (или „Земи Бианили“) се отнася за планинската област между Мала Азия, Кавказ и Месопотамия, днес известна като Арменско плато.

## Име
Името Урарту идва от асирийските източници. Асирийският цар Салманасар I (1263 – 1234 г. пр.н.е.) описва свой поход, в който превзема цялата територия на Уруатри. В текста на Салманасар името Урарту не се отнася за царство, а за географската област, в която са описани осем различни царства (по времето на похода Урарту все още не е обединена държава). Урартите наричат царството си Биайнили или Биайнели, откъдето идва и арменския топоним Ван (Վան), но в началото, до 8 век пр.н.е., те наричат новообединеното си царство Наири. Учените считат, че Урарту е акадският вариант на записаното в Стария завет име Арарат. Също така връх Арарат се намира на територията на древното царство, приблизително на 120 km от столицата му. Както известната библейска планина, Арарат е споменат в Свещеното писание и като царство в Иеремия 51:27, заедно с Мини и Ашкеназ.
Учени като Карл Фридрих Леман-Хаупт (1910) вярват, че урартийците са се самоназовавали халдини, по името на главния бог Халди. Наирите, народ от желязната епоха в района на Ван, се считат за свързани с народа на Урарту.
След края на Урарту през 6 век пр.н.е., на историческата сцена се появява първата известна арменска династия Оронтиди (Ервандиди). Те се споменати в Бехистунския надпис, издълбан през 521 – 520 г. пр.н.е. по нареждане на император Дарий I. Там държавата е наречена Урарту на асирийски, Арминия на староперсийски и Харминуя на еламитски.

## История

### Ранна история
Първият цар, споменат от асирийските източници (895 г. пр. н. е.), е Араме, а вторият е Сардури І. Сардури І е известен с това, че строи столицата Тушпа, за което е оставил клинописен надпис на асирийски език. Този надпис е първото собствено урартийско историческо свидетелство. В него, по подобие на асирийските царе, Сардури І се назовава „цар на царете“ и „велик цар“, с което показва, че по това време Урарту вече е независимо и все по-силно царство. През 833 и 829 г. пр.н.е. са първите сблъсъци с Асирия, което задава дълга традиция в историята на Урарту.
Приемник на Сардури е неговият син Ишпуини (ок. 825 – 810 г. пр.н.е.), който ни е оставил първите писмени паметници на урартийски език. Той разширява държавата на северозапад и юг и продължава сраженията с Асирия. Менуа (810 – 786 г. пр.н.е.) е първият от могъщите царе на Урарту. На първо място той е известен с мащабните си строежи на крепости, за които оставя множество каменни клинописни паметници. Завършва стените на Тушпа и я превръща в изключително здрава крепост. Развитието на земеделието го кара да построи и мрежа от канали. Един от тях, който осигурява вода на Тушпа и е дълъг 70 км, продължава да работи и до днес. Във военно отношение Менуа разширява държавата до езерото Урмия (страната Мана) и на юг от езерото Ван (страната Мусасир). Войските му нахлуват по горното течение на Ефрат и до река Аракс, където е основан град Менуахинили.
Син и наследник на Менуа е цар Аргищи І (786 – 760 г. пр.н.е.). Известен е с това, че когато пресича река Аракс и завладява земите на север, основава град Еребуни, което е днешният Ереван. Градът става мощна военна база. И друг град, който е бил столица на арменската държава е основан от този цар. При създаването си той носи името Аргищихлни, а по-късно става познат с името Армавир. Царят още повече разширява държавата – към езерото Севан, и в северна Сирия, откъдето отвлича десетки хиляди хора. Сраженията с Асирия се състоят около езерото Урмия и са с превес на Урарту – асирийците се виждат неспособни да спрат възхода на тази нова сила.

### Могъщество на Урарту
При Сардури ІІ (760 – 735 г. пр.н.е.) са извършени нови завоевателни походи – към земите по река Ахурян (приток на Аракс), към бреговете на езерото Севан. Оттам той се завръща с много трофеи и пленници. Има сведения дори за поход на юг в Месопотамия, към Вавилон, в опит да се обгради сърцевината на Асирия. Друг известен поход е към планинската страна Урме, където царят спечелва голяма победа и отвлича около 10 000 пленници. Тъкмо към края на управлението му обаче Асирия отново набира сила при цар Тиглатпаласар III. През 743 г. пр.н.е. той събира голяма армия и успява да разгроми Сардури ІІ и съюзниците му в битката при Кумух. В следващите години нахлува дълбоко в Урарту, прекосява го няколко пъти без някой да може да го спре и сее опустошения и смърт. Обсажда Тушпа, но не успява да се справи с нея и е принуден да се оттегли. Тогава асирийците опитват да изградят в южните земи на Урарту свое васално царство, което да служи като буфер – то се нарича Манай и просъществува кратко.
Следващият цар – Руса І (735 – 713 г. пр.н.е.) – възстановява силата на Урарту, като премества столицата в новооснования град Русахинили. Неговите завоевания са насочени на изток от Севан, където строи две крепости. Но той също се изправя пред агресивен арисийски владетел – Саргон II – и не успява да му се противопостави. Според собствения разказ на Саргон, който със сигурност е преувеличен, уратите са претърпели голямо поражение (714 г. пр.н.е.). После Саргон пресякъл цялата страна, опустошавайки всичко по пътя си и разрушавайки един храм на бог Халди. В следващите десетилетия обаче враждебните отношения между двете царства остават на заден план и дори се забелязва сближение. Причината е в нашествията на кимерийците и скитите от района на Кавказ, които заплашват и двете сили.
Последният цар от периода на могъщество на Урарту е Руса II (685 – 645 г. пр.н.е.). Известен е с това, че строи град Тейшебаини – основен стопански и административен център в северните провинции. Неговият поход на изток, в бившите земи на хетите, се оказва последният значим военен успех на Урарту.

### Упадък и край
След смъртта на Руса ІІ се изреждат владетели, за които се знае малко. От надписите личи, че тяхната власт е съсредоточена главно около езерото Ван и в долината на Арарат. Това е времето, в което Асирия взема инициативата и получава надмощие. През 643 г. пр.н.е. Сардури ІІІ се признава за асирийски васал и за „син“ на Ашурбанипал. Този нов статут е потвърден от следващия цар Еримена. Около 615 г. пр.н.е. за първи път държавата е изправена пред нов враг – мидийците, които отнемат част от земите ѝ. Скоро след това могъщата Асирия загива от армиите на Мидия и Вавилон и идва ред на Урарту. През 609 и 606 г. пр.н.е. вавилонският цар Набопаласар нахлува към Ван, опасявайки се от удар в гръб, докато унищожава последните огнища на асирийската съпротива. Руса ІІІ (605 – 590 г.) се признава за васал на Мидия, но този последен урартски цар управлява вече само в Тушпа. През 590 г. пр.н.е. крепостта пада, с което на царство Урарту се слага край.

## Общество
Урарту е централизирана монархия, в която робството е познато. Властта на царя е неограничена. Страната е разделена на големи области, чиито управители имат широки правомощия. Покорените общности запазват религията и самоуправлението си, при условие, че плащат данъци. Успешните войни доставят множество роби, но главна производителна сила са свободните селяни. Робите са предимно държавна собственост и се използват при строежите и обработката на земите на двореца. Главни земеделски отрасли са лозарството и градинарството – около ез. Ван, в плодородните долини на Ефрат и Аракс. В планините процъфтява скотовъдството – овце, кози, говеда. Занаятите се развиват главно в градовете, а съвременни разкопки показват, че се произвеждат метали (бронз, желязо, злато, сребро), изделия от камък, кост и дърво, тъкани (вълна и лен), както и произведения от кожа. Добре се развива и производството на оръжия.
Големи са урартийските постижения в градостроителството. На първо място това са крепости – Тушпа, Русахинили (при дн. Топрак кале), Еребуни, Тейшебани. Най-разпространени са градовете крепости, построени върху естествени хълмове с площ 4 – 6 хектара. Понякога те са обградени с двойни стени, а около тях има обширни жилищни квартали. Интересно е, че улиците са прави и успоредни, пресичащи се под прав ъгъл. В тях археолозите разкриват както богати и разкошни домове, така и жалки, мизерни къщички. За строителен материал служат камък, глина и дърво.

## Култура
Урартите имат различни видове храмове. Най-ранен е Мусасирският храм с двускатен покрив, който е познат само от едно изображение (VІІІ в. пр.н.е.). Подобно на гръцките храмове, той е с фронтон и колони на фасадата. Има и вкопани в скалите храмове, които се възприемат като врата към обиталището на някой бог. Стените им са изписани с клинопис. Тези храмове най-често са посветени на бог Халди. Открити са следи и от куполовидни храмове. По стените на храмовете, както и на градовете се намират най-разообразни фрески, свидетелстващи за развито изкуство. Културата и изкуството на Урарту са в дълбоко взаимодействие с другите културни региони от епохата – най-вече с Асирия, но също с културата на фригийците и дори гърците и етруските. Най-често се изобразяват богове, животни, култови и ловни сцени, растителна и геометрична украса. Забележителни са примерите за монументална скулптура – например статуите на божеството Тейшеба в Алжиджеваза. Там са открити и редица малки фигурки на колесници, конници, жреци.
Важни сведения за религията на Урарту дава надписът върху Мъхеровата врата във Ван, правен по времето на цар Менуа. Той съдържа списък на божествата на урартите и посочва броя на жертвоприношенията на всяка от тях – бикове, крави, овце. Първо място в пантеона заема бог Халди, който се споменава и в други надписи като покровител на царете. След това са богът на войната Тейшеба и богът на войната Шивини. След тази върховна троица са изброени още десетки богове и богини, включително на покорените градове и народи.

## Език
Урартийският език граматически и лексикално е сходен с хуритския, както и с езиците от северен Кавказ. До нас са достигнали едва 400 – 500 думи от този език, защото откритите текстове са доста еднообразни – доклади за военни походи, разкази за извършени строежи, по-рядко – култови писания. Едва няколко запазени паметника представляват писма, списъци или заповеди. Урартийският език е писмен, тъй като възприема клинописа от Асирия, но тук тази писмена система е опростена. Той е традиционен говорим език в държавата и има два диалекта.